# In Coena Domini
In Coena Domini je papežská bula ze 13. století, zvaná též Exkomunikační bula. Název získala, jako všechny papežské buly, podle počátečních slov, znamenající „Při večeři Páně“.
Byla pravidelně čtena v Římě na Zelený čtvrtek, tedy v jeden z nejdůležitějších dnů církevního kalendáře, neboť v tento den si křesťané připomínají Večeři Páně.
Bula „In Coena Domini“ (někdy také zkráceně nazývaná „Coena Domini“) byla generální papežskou exkomunikací, neustále rok co rok pravidelně obměňovanou a doplňovanou.

## Počátky buly
Počátek této buly není téměř znám. Jisté však je, že byla vyhlašována už ve 13. století, tedy v době, kdy začíná fungovat papežská inkvizice. Již papež Urban V. roku 1363 ve své bule „Coena Domini“ veřejně prohlašoval, že navazuje na buly svých předchůdců. Od konce 13. století byla čtena pravidelně až do doby napoleonských válek. Vydavatelem buly nemusel být pouze papež, v roce 1415 ji vydal Kostnický koncil, v roce 1433 koncil basilejský. Je zajímavé, že právě v 15. století se do seznamu heretiků, exkomunikovaných zde představovanou bulou, dostalo na prvním místě (!) i husitství, které se tak stalo obecně známé po celém katolickém světě jako první reformovaná církev.

## Rozšíření buly v době protireformace
V roce 1568 dal papež Pius V. bule platnost obecně církevního zákoníku a od té doby už ji nebylo nutné pravidelně zveřejňovat.
Nutnost pravidelného zveřejňování tím přešla do rukou místních biskupů, čímž rozdmýchala jeden z největších sporů mezi papeži a jednotlivými katolickými panovníky.

## Spory mezi papeži a katolickými státy o právu rozšiřovat bulu
Problém, který začal v polovině 16. století, vznikl z nařízení buly exkomunikovat všechny ty, kdo libovolně nakládají s církevním majetkem, obsazují církevní úřady lidmi dle vlastního uvážení (a tedy nevyčkají, až Řím sám jmenuje pro něj vhodného kandidáta apod.), čímž se dotýkal téměř „výsadního práva“ katolických panovníků. S ohledem na tyto skutečnosti vznikla v této době paradoxní situace - nařízení naráželo na odpor katolických vrchností. A tak už v roce 1551 zakázal bulu tisknout císař Karel V. ve Španělsku, později se tento zákaz rozšířil i na španělské Neapolsko a Portugalsko.
Také v Českých zemích měla bula problematickou postavení. V roce 1586 nechal nuncius Filippo Sega v Praze bulu Coena Domini vyvěsit na vrata sv. Víta a pražskému arcibiskupovi Medkovi nařídil, aby bulu vytiskl. Rozhorlení císaře Rudolfa neznalo mezí a okamžitě zakázal publikování, tisk a další zveřejňování buly ve všech zemích koruny české.
Papež Klement XIV. zastavil v roce 1770 prohlašování této buly v Římě, a tím začala upadat do zapomnění, i když jako trestní zákoník církevní platila až do konstituce papeže Pia IX. „Apostolicae Sedis" z roku 1869.
Císař Josef II. zavedl v habsburské monarchii dekretem ze dne 26. 3. 1781 tzv. „placet regium", tj. zákaz uveřejňovat a vyhlašovat papežské buly bez svolení vlády. Také užívání buly In Coena Domini bylo dekretem ze 4. května 1781 zakázáno; musela být odstraněna (vytržena) z liturgických knih, a to pod trestem 50 zlatých za každý exemplář, v němž by se nalezla.